# Präsidentschaftswahl in den Vereinigten Staaten 1920
Die Präsidentschaftswahl in den Vereinigten Staaten 1920 war die 34. Präsidentschaftswahl; sie fand am 2. November 1920 statt. Bei der ersten Wahl nach dem Ende des Weltkriegs und der ersten Wahl nach der Ratifizierung des neunzehnten Verfassungszusatzes (der Männern und Frauen das gleiche Wahlrecht einräumte) besiegte der republikanische Senator Warren G. Harding aus Ohio den demokratischen Gouverneur James M. Cox aus Ohio. Beide Vizepräsidentschaftskandidaten der großen Parteien sollten später die Präsidentschaft übernehmen: Calvin Coolidge (Republikaner) nach Hardings Tod im Jahr 1923 und Franklin D. Roosevelt (Demokraten), nachdem er den republikanischen Präsidenten Herbert Hoover 1932 besiegt hatte. Dies war eine von nur sechs Präsidentschaftswahlen, bei denen beide Hauptkandidaten denselben Heimatstaat hatten.

## Hintergrund
Der amtierende demokratische Präsident Woodrow Wilson hoffte trotz seiner schweren körperlichen und geistigen Behinderungen privat auf eine dritte Amtszeit. Er hatte sehr wenig Unterstützung. Der ehemalige Präsident Theodore Roosevelt war der Spitzenkandidat für die Nominierung der Republikaner gewesen, aber er starb 1919, ohne einen offensichtlichen Erben seines progressiven Erbes zu hinterlassen. Die großen Parteien wandten sich an wenig bekannte Dark-Horse-Kandidaten aus dem Bundesstaat Ohio, einem Swing State mit einer großen Anzahl von Wahlmännerstimmen. Cox gewann die Democratic National Convention 1920 im 44. Wahlgang und besiegte William Gibbs McAdoo (Wilsons Schwiegersohn), A. Mitchell Palmer und mehrere andere Kandidaten. Harding trat als Kompromisskandidat zwischen dem konservativen und dem progressiven Flügel der Partei auf und gewann seine Nominierung im zehnten Wahlgang der Republican National Convention 1920.
Die Wahl wurde vom amerikanischen sozialen und politischen Umfeld nach dem Ersten Weltkrieg dominiert, das von einer feindseligen Reaktion auf bestimmte Aspekte von Wilsons Außenpolitik und einer massiven Reaktion auf den reformistischen Eifer der Progressiven Ära geprägt war. Der Wirtschaftsboom während des Krieges war zusammengebrochen und das Land steckte tief in einer Rezession. Wilsons Eintreten für den Beitritt Amerikas zum Völkerbund stellte angesichts der Stimmung zugunsten einer Rückkehr zu einer nicht-interventionistischen Politik seine Effektivität als Präsident in Frage, und in Übersee gab es Kriege und Revolutionen. Im Inland war das Jahr 1919 geprägt von großen Streiks in der Fleisch- und Stahlindustrie und großen Rassenunruhen in Chicago und anderen Städten. Anarchistische Anschläge an der Wall Street erzeugten Ängste vor Radikalen und Terroristen (Red Scare). Die irisch-katholische und die deutsche Gemeinde waren empört über Wilsons vermeintliche Bevorzugung ihres traditionellen Feindes Großbritannien, und seine politische Position wurde entscheidend geschwächt, nachdem er 1919 einen Schlaganfall erlitten hatte, der ihn schwer behinderte.
Harding ignorierte Cox im Rennen so gut wie möglich und führte im Wesentlichen eine Kampagne gegen Wilson, indem er eine „Rückkehr zur Normalität“ forderte. Harding errang einen Erdrutschsieg, erhielt jeden Bundesstaat außerhalb des Südens und wurde der erste Republikaner seit dem Ende der Reconstruction (nach dem Sezessionskrieg), der einen ehemaligen Bundesstaat der Konföderation, Tennessee, gewann. Hardings Vorsprung von 26,2 % bei den Wählerstimmen bleibt der größte prozentuale Vorsprung bei den Präsidentschaftswahlen seit der unangefochtenen Wiederwahl von James Monroe im Jahr 1820, obwohl nachfolgende Kandidaten (1936, 1964 und 1972) seinen Anteil an den Stimmen überschritten haben. Cox erhielt nur 34,1 % der Stimmen, und der Sozialist Eugene V. Debs gewann 3,4 %, obwohl er zu dieser Zeit im Gefängnis saß. Es war auch die erste Wahl, bei der Frauen in allen 48 Bundesstaaten das Wahlrecht hatten, was dazu führte, dass die Gesamtzahl der Stimmen dramatisch anstieg, von 18,5 Millionen im Jahr 1916 auf 26,8 Millionen im Jahr 1920.

## Kandidaten

### Republikaner

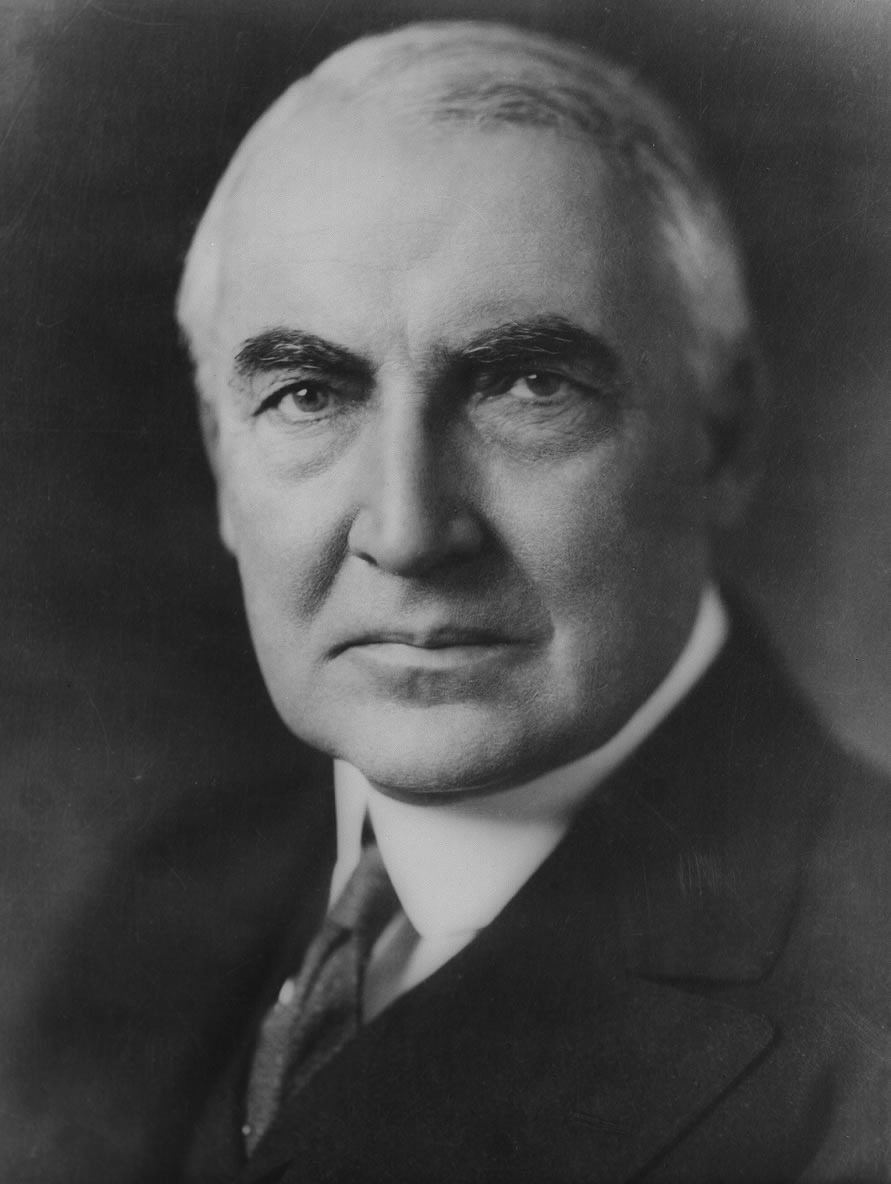
Warren G. Harding

Nach der Rückkehr des ehemaligen Präsidenten Theodore Roosevelt zur Republikanischen Partei nach der letzten Wahl wuchsen schnell die Spekulationen, ob er erneut für die Präsidentschaft kandidieren würde. Roosevelts Gesundheitszustand verschlechterte sich jedoch 1918 ernsthaft und er starb am 6. Januar 1919. Die Aufmerksamkeit richtete sich dann auf den erfolglosen Kandidaten der Partei in der Wahl von 1916, Charles Evans Hughes, der Wilson in diesem Jahr knapp unterlegen war, aber Hughes zögerte mit seiner Bewerbung und schloss sie schließlich nach dem Tod seiner Tochter Anfang 1920 aus.
Am 8. Juni tagte die Republican National Convention in Chicago. Das Rennen war völlig offen, und bald geriet der Kongress zwischen Generalmajor Leonard Wood und dem Gouverneur von Illinois, Frank Orren Lowden, in eine Sackgasse.
Weitere Namen, die nominiert wurden, waren die Senatoren Warren G. Harding aus Ohio, Hiram Johnson aus Kalifornien, Miles Poindexter aus Washington, der Gouverneur von Massachusetts, Calvin Coolidge, der Philanthrop Herbert Hoover und der Präsident der Columbia University, Nicholas M. Butler. Senator Robert M. La Follette aus Wisconsin wurde nicht formell nominiert, erhielt aber dennoch die Stimmen der Delegation seines Staates. Harding wurde im zehnten Wahlgang für das Präsidentenamt nominiert, nachdem einige Delegierte ihre Loyalität gewechselt hatten.
Hardings Nominierung, die angeblich in Verhandlungen zwischen den Parteichefs in einem „rauchgefüllten Raum“ zustande gekommen sein soll, wurde von Harry M. Daugherty eingefädelt, Hardings politischem Manager, der nach seiner Wahl Generalstaatsanwalt der Vereinigten Staaten wurde.
Nachdem die Nominierung für das Präsidentenamt endgültig feststand, empfahlen die Parteichefs und Senator Harding den Delegierten den Senator von Wisconsin, Irvine Lenroot, für den zweiten Platz, aber die Delegierten revoltierten und nominierten Coolidge, der wegen seines Umgangs mit dem Bostoner Polizeistreik im Jahr zuvor sehr beliebt war.

### Demokraten

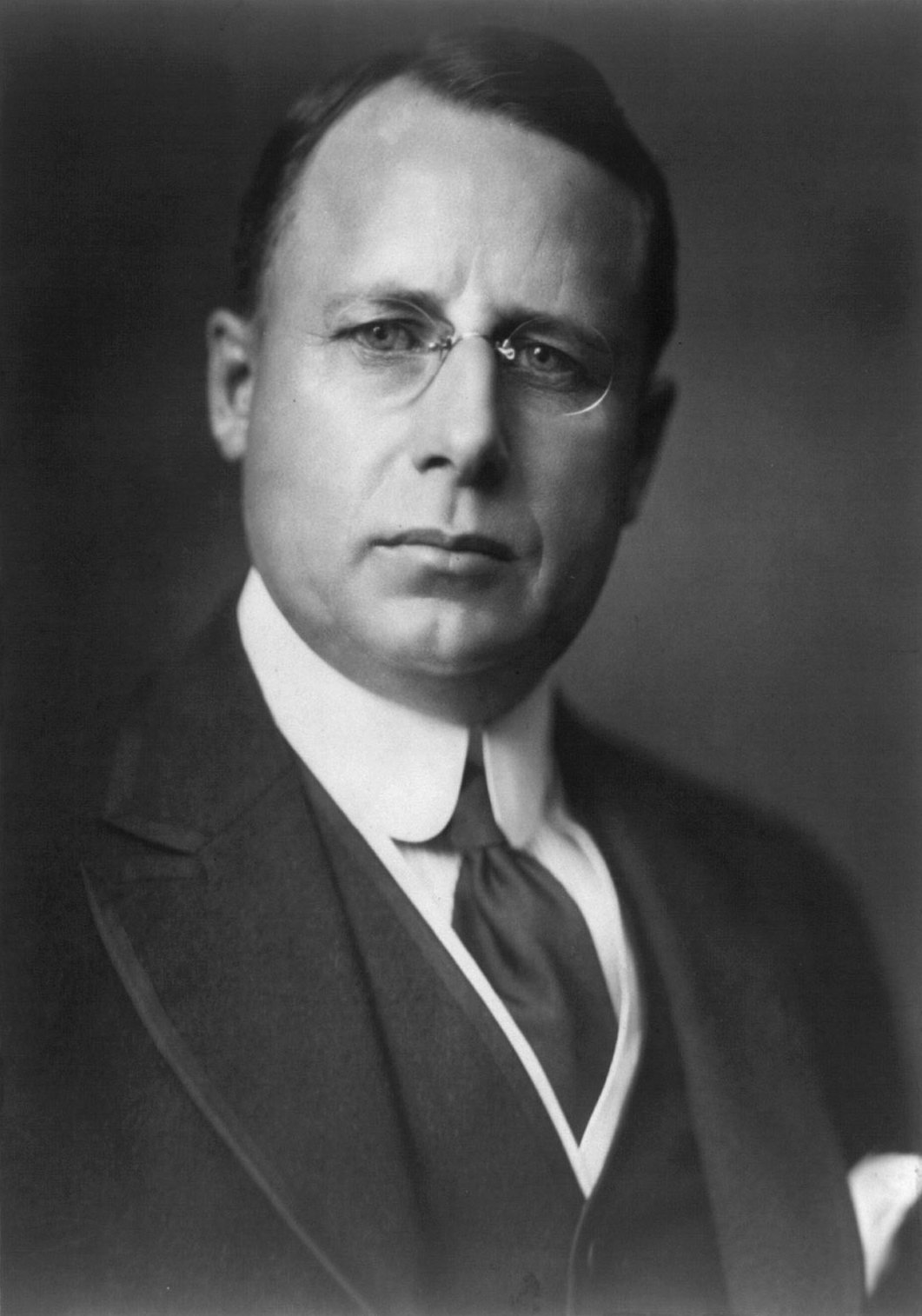
James M. Cox

Vor der Wahl war es allgemein anerkannt, dass Präsident Woodrow Wilson nicht für eine dritte Amtszeit kandidieren würde und sicherlich nicht nominiert werden würde, wenn er einen Versuch unternehmen würde, die Nominierung wiederzuerlangen. Vizepräsident Thomas R. Marshall hatte zwar schon lange den Wunsch, Wilson zu beerben, aber sein unentschlossener Umgang mit der Situation um Wilsons Krankheit und Unfähigkeit zerstörte jegliche Glaubwürdigkeit, die er als Kandidat hatte, und am Ende stellte er sich nicht offiziell für die Nominierung zur Verfügung.
Obwohl William Gibbs McAdoo (Wilsons Schwiegersohn und ehemaliger Finanzminister) der stärkste Kandidat war, blockierte Wilson seine Nominierung in der Hoffnung, dass ein festgefahrener Parteitag verlangen würde, dass er für eine dritte Amtszeit kandidierte, obwohl er zu dieser Zeit schwer krank, körperlich immobil und zurückgezogen war. Die Demokraten, die sich zwischen dem 28. Juni und dem 6. Juli in San Francisco trafen (das erste Mal, dass eine große Partei ihren Nominierungsparteitag in einem städtischen Zentrum an der Pazifikküste abhielt), nominierten schließlich den Zeitungsherausgeber und Gouverneur von Ohio James M. Cox, als ihren Präsidentschaftskandidaten, und den 38-jährigen stellvertretenden Marineminister Franklin D. Roosevelt, einen Cousin fünften Grades des verstorbenen Präsidenten Theodore Roosevelt für das Amt des Vizepräsidenten.

### Weitere Kandidaten
Der sozialistische Kandidat Eugene V. Debs war wegen einer Rede gegen die Kriegsrekrutierungen zu 10 Jahren Haft verurteilt worden und kandidierte aus dem Gefängnis. Es war seine fünfte und letzte Kandidatur für das höchste Staatsamt.

## Wahlkampf
Die Demokraten standen für die Fortführung der Politik von Woodrow Wilson, der international ein stärkeres Engagement der USA forderte und einleitete. Auch sollten die Vereinigten Staaten dem Völkerbund beitreten. In der Wirtschaftspolitik sollte der Staat intervenieren und regulieren.
Die Republikaner forderten die Rückkehr zur Normalität (back to normalcy), d. h. Isolationismus, ein Nein zum Völkerbund, Steuersenkung, den Verzicht des Staates auf Eingriffe in die Wirtschaft, Schutzzölle und die Zustimmung zur Prohibition. Gleichzeitig traten sie für Frauenrechte ein. Warren Harding wollte zurück zum Laissez-faire-Prinzip, wie es unter der Ära William McKinleys war.
Zum ersten Mal wurden auch Prominente in den Wahlkampf eingespannt. Konservative Prominente wie Al Jolson, Lillian Russell, Douglas Fairbanks, Mary Pickford, Louis B. Mayer, David Wark Griffith und Lillian Gish unterstützten Harding. Personen aus der Geschäftswelt wie Thomas Alva Edison und Henry Ford reisten nach Washington, D.C., um Harding zu helfen. Auch die Medien unterstützten Harding massiv. Die Wahl von 1920 war die erste Präsidentschaftswahl, die vom Rundfunk begleitet wurde.

## Ergebnis

### Bundesweit
| Kandidat              | Partei | Partei                 | Stimmen    | Stimmen | Wahlmänner |
| Kandidat              | Partei | Partei                 | Anzahl     | Prozent | Wahlmänner |
| --------------------- | ------ | ---------------------- | ---------- | ------- | ---------- |
| Warren G. Harding     |        | Republikanische Partei | 16.144.093 | 60,3 %  | 404        |
| James M. Cox          |        | Demokratische Partei   | 9.139.661  | 34,1 %  | 127        |
| Eugene V. Debs        |        | Socialist Party        | 913.693    | 3,4 %   | —          |
| Parley P. Christensen |        | Farmer-Labor Party     | 265.411    | 1,0 %   | —          |
| Aaron S. Watkins      |        | Prohibition Party      | 188.787    | 0,7 %   | —          |
| James E. Ferguson     |        | American Party         | 47.968     | 0,2 %   | —          |
| William W. Cox        |        | Socialist Labor Party  | 31.716     | 0,1 %   | —          |
| Andere                | Andere | Andere                 | 34.496     | 0,1 %   | —          |
| Gesamt                | Gesamt | Gesamt                 | 26.765.180 | 100 %   | 531        |

266 Stimmen waren für die Wahl zum Präsidenten notwendig. Die Gesamtzahl der Stimmen für 1920 betrug etwa 26.750.000, ein Anstieg von acht Millionen gegenüber 1916. Harding gewann in allen zwölf Städten mit mehr als 500.000 Einwohnern. Harding gewann insgesamt 1.540.000 Nettostimmen aus den zwölf größten Städten, was die höchste Anzahl für einen Republikaner und die fünfthöchste für einen Kandidaten von 1920 bis 1948 war. Die Stimmen der Demokraten waren fast genau die Stimmen von 1916, aber die Stimmen der Republikaner haben sich fast verdoppelt, ebenso wie die Stimmen der „anderen“. Wie bereits erwähnt, ist der starke Anstieg der Gesamtzahl der Stimmen hauptsächlich auf die Verabschiedung des neunzehnten Zusatzartikels zur Verfassung der Vereinigten Staaten zurückzuführen, der Frauen das Wahlrecht einräumte.
Fast zwei Drittel der Bezirke (1.949) wurden von den Republikanern getragen. Die Demokraten gewannen nur 1.101 Bezirke, eine geringere Zahl als Alton Parker 1904 und folglich die geringste Zahl während des Vierten Parteiensystems bis zu diesem Zeitpunkt (Al Smith sollte 1928 noch weniger tragen). Kein einziges County wurde von den Demokraten im pazifischen Abschnitt getragen, wo sie 76 1916 getragen hatten. In der Mountain-Sektion trug Cox nur dreizehn Countys, von denen sieben in New Mexico an der Grenze zu Texas lagen, während Wilson 1916 alle bis auf einundzwanzig Mountain Section Countys trug. Mindestens ein County ging in jedem Abschnitt der Union und in jedem Bundesstaat außer South Carolina und Mississippi verloren. Elf Bezirke in Texas verzeichneten eine Mehrheit für Ferguson.
Wilson hatte bei den Wahlen von 1916 die Unterstützung von Amerikanern deutscher, italienischer, irischer oder jüdischer Abstammung gewonnen, aber Cox verlor in all diesen Bevölkerungsgruppen und erhielt weniger Unterstützung von jüdischen Wählern als Debs. Harding erhielt Unterstützung von über 90 % der schwarzen Wähler.
Die Verteilung der Stimmen des Landkreises spiegelt genau den überwältigenden Charakter der Mehrheitsstimmen wider. Harding erhielt 60,35 Prozent der Gesamtstimmen, den größten Prozentsatz im Vierten Parteiensystem und übertraf damit den von Franklin D. Roosevelt im Jahr 1932. Obwohl der Anteil der Demokraten bei 34,13 Prozent lag, sank ihr Stimmenanteil in keinem Abschnitt unter 24 Prozent, und in drei Abschnitten führten die Demokraten die Umfrage an. Die Demokratische Partei war auf nationaler Ebene immer noch eine bedeutende Opposition, obwohl Cox nur elf Bundesstaaten gewann und weniger Stimmen im Wahlmännerkollegium hatte als Parker 1904. Mehr als zwei Drittel der Cox-Stimmen entfielen auf Bundesstaaten, die von Harding getragen wurden.
Die Verteilung der Stimmen nach Landkreisen und die Untersuchung der Prozentsätze in Abschnitten, Bundesstaaten und Landkreisen scheinen zu zeigen, dass es Wilson und die Außenpolitik waren, die die Hauptlast des Angriffs erhielten, nicht die Demokratische Partei und die innenpolitischen Vorschläge der Zeit von 1896 bis 1914.

### Nach Bundesstaaten
Die Demokraten konnten nur ihre traditionelle Hochburg im Solid South für sich gewinnen. Dabei gelang es den Republikanern, selbst den Solid South aufzuweichen. So votierte Tennessee mit 3,1 % Vorsprung und Oklahoma mit 5,5 % Vorsprung für die Republikaner. Davor hatte Tennessee seit 1872 und Oklahoma seit der Gründung des Bundesstaats 1907 immer für den demokratischen Kandidaten gestimmt. In Kentucky gewannen die Demokraten erneut, jedoch nur mit einer Vorsprung von 0,4 Prozent.